# 851
851 је била проста година.

## Догађаји
- Викинзи долазе до ушћа Темзе и пљачкају Кентербери и Лондон. Искрцавају се у Вемберију близу Плимута, али их побеђују англосаксонске снаге предвођене краљем Етелвулфом од Весекса. Његов најстарији син Етелстан од Кента, заједно са елдорманом Елхером, напада викиншку флоту крај обале код Сендвича и зароби девет непријатељских бродова док остали беже.
- Умире српски кнез Властимир и након његове смрти кнежевином Србијом управљају три брата у подељеним покрајинама, тако што је Мутимир управљао централном зоном земље у сливовима река Дрине и Босне; Гојник је владао западном територијом земље Србије, дуж река Врбаса, Уне, Глине и Коране, тј. кнежевином Доњом Србијом, и Стојимир источним кнежевинама Моравијом и Рашком.

- Баграт II Багратуни, јерменски принц и вођа побуне против Абасидског калифата, заробљен је од стране абасидске војске и доведен у престоницу Самару.
- Дански викиншки освајачи улазе у долину Темзе и пљачкају Кентербери и Лондон. Искрцавају се код Вемберија близу Плимута, али их поражавају англосаксонске снаге предвођене краљем Етелвулфом од Весекса. Његов најстарији син Етелстан од Кента, у пратњи еалдормана Елхереа, напада викиншку флоту код обале код Сендвича и заробљава девет непријатељских бродова док остатак бежи.
- Сулејман ел-Таџир, муслимански трговац и путник, посећује Кину током династије Танг. Посматра производњу кинеског порцелана у Гуангџоуу и пише о свом дивљењу његовом квалитету. Сулејман такође описује џамију у Гуангџоуу, њене житнице, локалну самоуправу, неке од њених писаних записа и третман путника, заједно са употребом керамике, пиринчаног вина и чаја.
- 22. август – Битка код Јенгланда: Војвода Ериспо преузима команду над бретонским снагама након што је његов отац Номино, краљ Бретање, умро. Наставља офанзиву против Франака у савезу са Ламбертом II од Нанта. У Ил-е-Вилену близу Гран-Фужереја (Бретања), Ериспо побеђује франачко-саксонску војску (4.000 људи) коју је предводио краљ Карло Ћелави.
- Споразум из Анжеа: Карло Ћелави се састаје са Ериспоом у Анжеу и признаје га за „краља Бретање“. Признаје ауторитет бретонске власти над областима око Нанта, Рена и Пеи де Реца, које постају део Бретонске теме, пограничне зоне. Ериспо полаже заклетву Карлу као краљу Западнофраначког краљевства. Да би се означио суверенитет бретонске државе, будући војводе од Бретање крунишу се као „војвода, краљ у својим земљама“.
- Краља Пипина II од Аквитаније заробљавају снаге грофа Санс II Сансиона и предају Карлу Ћелавом. Заточен је у манастиру Светог Медарда у Соасону.
- Цар Лотар I састаје се са својом (полу)браћом Лујем Немачким и Карлом Ћелавим у Мерсену (данашња Холандија), како би наставили систем „конфратерналне владе“.
- Краљ Ињиго Ариста од Памплоне умире након 27-годишње владавине. Наследио га је син Гарсија Ињигез, као краљ Памплоне (касније Навара).
- Велика џамија у Самари (данашњи Ирак) је завршена током владавине калифа Ел-Мутавакила.

## Смрти
- 7. март — Номиное, војвода Бретање
- Википедија:Непознат датум — Српски кнез Властимир